# La Maternidad (escultura)
La maternidad és una escultura ubicada a la plaça Escandalera, a la ciutat d'Oviedo, del Principat d'Astúries. És una de les més d'un centenar que adornen els carrers de l'esmentada ciutat.
El paisatge urbà d'aquesta ciutat es veu adornat per obres escultòriques, generalment monuments commemoratius dedicats a personatges d'especial rellevància en un primer moment, i més purament artístiques des de finals del segle xx.
L'escultura, feta de bronze, és obra de Fernando Botero, i està datada el 1989, encara que la seua instal·lació no es realitzà fins a 1996.
L'obra presenta una dona asseguda amb un nen sobre una de les cuixes. La figura, que mesura gairebé dos metres i mig, i pesa 800 quilograms, té un color gris fosc i deixa al descobert les arrodonides i obeses formes característiques de l'escultor colombià autor d'aquesta obra.